# KORG Gadget
KORG Gadget（コルグ・ガジェット）は、コルグが開発するiOSおよびMacintosh用の音楽制作ソフトウェアである。
本項では、Nintendo Switch用ソフト『KORG Gadget for Nintendo Switch』（以下：Nintendo Switch版）についても解説する。

## 概要
2014年にiPad専用の音楽制作アプリとして発売。その後iPhoneに対応し、2017年にはMac版がリリースされている。
ステップ、およびリアルタイム入力に対応したシーケンサー、ミキサー、エフェクター、音源、それにレコーディング機能を備え、iOSアプリでありながらDAWに比肩した機能を有する。
とりわけ、タッチパネルによる操作感と、「ガジェット」と呼ばれる40種類以上の音源群（シンセサイザー・ドラムマシン・サンプラー・レコーダー・ギターアンプ・ラウドネスマキシマイザーなど）を組み合わせて音楽制作を行えるのが特徴。
エレクトロニック・ミュージックを得意とするが、生のドラムスやベースといったアコースティック系ガジェットの投入や、レコーディング環境の整備により、バンド・サウンドにも対応している。

## KORG Gadget 2
2019年2月28日、第2世代となる KORG Gadget 2 がリリースされた。主な新機能は以下の通り。
- 一部ユーザーインターフェースを変更。メイン画面やノート表示に、ガジェットごとの彩色が施される。
- KORG社製アナログシンセサイザーMS-20や、Polysixなど、4つのシンセサイザーが追加された。
- 外部アプリやハードウェアに対するMIDI出力機能。
- 新エフェクト（Feedback Reverb・Enhancer・Exciter・Saturator）の実装。
- 曲の途中におけるテンポチェンジと、フェードイン／アウト。

## ガジェット
KORG Gadgetは、音源やレコーダー、エフェクターなどをガジェットと呼称しており、必要に応じてガジェットを追加して使用する。Leを除き、プラグインと同様のアプローチで同じガジェットをいくつも同時に使用することができる。
使用できるガジェットは、「ラインナップ」で表すラインナップ、使用デバイス、アプリのバージョン、KORG製の他アプリの購入の有無によって異なる。ガジェット名は、世界の都市名または地域名となっている。

### PCMシンセサイザー
Marsellie
サンプルプレーヤーガジェット。ガジェット名は、フランス南部の港湾都市であるマルセイユから。
Madrid
PCMベースサウンドモジュールガジェット。アンプシミュレーターなども搭載。ガジェット名は、スペインの首都であるマドリッドから。

### バーチャルアナログシンセサイザー
Berlin
シンクサンドが得意なモノシンセガジェット。ガジェット名は、ドイツの首都であるベルリンから。
Brussels
ユニゾンで威力を発揮するモノシンセガジェット。ガジェット名は、ベルギーの首都であるブリュッセルから。
Chicago
見た目、サウンド共にTB-303に似た特徴を持つモノシンセガジェット。ガジェット名は、アメリカ第3の都市であるシカゴから。
Dublin
セミモジュラーモノシンセガジェット。ガジェット名は、アイルランドの首都であるダブリンから。
Lisbon
デジアナ寄りのサウンドを実現するポリシンセガジェット。ガジェット名は、ポルトガルの首都であるリスボンから。
Pheonix
見た目がOB-8を想起させる、ポリフォニックアナログサウンドを実現するシンセガジェット。ガジェット名は、アメリカアリゾナ州都であるフェニックスから。
Miami
EDMなどで使用頻度の高いベースサウンドを生成できるモノシンセガジェット。ガジェット名は、アメリカフロリダ州にある都市のマイアミから。
Wolfsburg
デジアナ寄りのサウンドを実現するポリシンセガジェット。8系統のモジュレーションマトリクスを持つ。ガジェット名は、ドイツの都市であるヴォルフスブルクから。

### デジタルシンセサイザー
Chiang Mai
VPMシンセガジェット。ガジェット名は、タイ北部にある都市のチェンマイから。
Helsinki
倍音加算シンセガジェット。ガジェット名は、フィンランドの首都であるヘルシンキから。
Kiev
4系統のPCMの出力レベルなどをXYパッドで調整できるベクターシンセガジェット。ガジェット名は、ウクライナの首都であるキーウ(キエフ)から。

### サンプルプレーヤー・ループプレーヤー
Abu Dhabi
ループサンプルをスライスさせることのできるルーパーガジェット。ガジェット名は、アラブ首長国連邦の首都であるアブダビから。
Amsteldam
SEとして使用できるサウンドを搭載したワンショットサンプルプレーヤーガジェット。ガジェット名は、オランダの首都であるアムステルダムから。
Bilbao
ローファイな質感を持ったサウンドを多く収録しているワンショットサンプルプレーヤーガジェット。ガジェット名は、スペイン北部の都市であるビルバオから。
Stockholm by Reason
Reason Studiosとのコラボレーションとなる、REXルーパーガジェット。当該に相当するDr. Octo Rexをよりシンプルにしている。ガジェット名は、スウェーデンの首都であり、Reason Studiosの本社が所在するストックホルムから。
Vancouver
いわゆるサンプラーガジェット。ガジェット内に2つのサンプルをレイヤーできる。ガジェット名は、カナダの港湾都市であるバンクーバーから。

### リズムサウンドモジュール
Gladstone
アコースティックドラムサンドモジュールガジェット。ガジェット名は、オーストラリアの都市であるグラッドストンから。
London
ダンスミュージックにほぼ特化されたリズムサウンドモジュールガジェット。ガジェット名は、イギリスの首都であるロンドンから。
Recife
MPCに似た系統のUIデザインであるリズムサウンドモジュールガジェット。ガジェット名は、ブラジルの都市であるレシフェから。
Tokyo
キック、スネア、ハイハット、タムの4系統の音色を生成できるバーチャルアナログドラムモジュールガジェット。ガジェット名は、日本の首都である東京から。

### ゲームサウンドジェネレーター
Ebina
タイトー(とそのサウンドチームであるZUNTAKA)とのコラボレーション。FMシンセの一つとなるガジェット。ガジェット名は、当時海老名市にあった海老名工場から。
Kamata
バンダイナムコスタジオのサウンドチームとのコラボレーション。80年代ビデオゲーム・サウンドの主流であったカスタムサウンドチップ音源C30を再構築した波形メモリ音源ガジェット。ガジェット名は、当時ナムコ本社が所在していた蒲田(正確には矢口)から。
Kingston
8ビットゲームサンドを生成できるシンセガジェット。ガジェット名は都市名ではあるが、アメリカやカナダ、ジャマイカに同名の都市がある。
Otorii
セガ(セガゲームスとセガ・インタラクティブ)とのコラボレーション。80年代に人気を博したアーケードゲーム実機からサンプリングしたPCM音源ガジェット。ガジェット名は、当時のセガ本社最寄り駅である大鳥居駅から。業界用語として「大鳥居」はセガを意味していた。

### エフェクター
DOTEC-AUDIO
レベルマキシマイザーガジェット。DOTEC-AUDIOとのコラボレーション。なおこのエフェクトはマスターエフェクトの1つとしてとして１つのみ設定するので、他のガジェットとは性質が異なる。ガジェット名は都市名ではなく、コラボ企業名であるDOTEC-AUDIOから。
Rosario
ギターアンプシミュレーター兼エフェクターガジェット。オーディオ入力や、指定した内部オーディオ入力に対して効果が付加される。ガジェット名は、アルゼンチンの都市であるロサリオから。
Durban
ベースアンプシミュレーター兼エフェクターガジェット。オーディオ入力や、指定した内部オーディオ入力に対して効果が付加される。ガジェット名は、南アフリカの都市であるダーバンから。

### レコーダー
Zurich
1つのオーディオトラックを生成するガジェット。なお、オーディオトラックはソング単位で与えられ、そのうち小節数で指定された分のタイムだけ再生されることになる。ガジェット名は、スイスの首都であるチューリッヒから。

### ユーティリティ
Taipei
MIDIアウト機能を付加し、外部MIDI機器や外部アプリをコントロールできるガジェット。ガジェット名は、台湾の首都である台北から。

### 他アプリとの連携
使用するには、対応するアプリのインストールをした上で、Gadget上で初回使用前に明示的な手続きが必要になる。
Alexandria
ヴィンテージ・オルガンサンプルプレーヤーガジェット。ドローバーはない。KORG Moduleの「Organ」と同じ。ガジェット名は、エジプトの都市であるアレクサンドリアから。
Darwin
PCMシンセガジェット。KORG iM1と同じ。ガジェット名は、オーストラリアの都市であるダーウィンから。
Fairbanks
ハイブリッド音源シンセガジェット。複数の音源方式が組み込まれ、一部のパラメータをエディットできる。KORG Moduleの「Hybrid」と同じ。ガジェット名はアメリカの都市であるフェアバンクスから。
Firenze
クラビネットサンプルプレーヤーガジェット。KORG Moduleの「Clav」と同じ。ガジェット名は、イタリアの都市であるフィレンツェから。
Glasgow
PCMシンセガジェット。KORG Moduleの「Multi」と同じ。ガジェット名は、イギリスの都市であるグラスゴーから。
Lexington
バーチャルアナログシンセガジェット。ARP ODYSSEiと同じ。ガジェット名は、アメリカの都市であるレキシントンから。
Memphis
バーチャルアナログシンセガジェット。iMS-20のシンセ部と同じ。ガジェット名は、アメリカの都市であるメンフィスから。
Milpitas
ベクターPCMシンセガジェット。iWAVESTATIONと同じ。ガジェット名は、アメリカの都市であるミルピタスから。
Montopellier
バーチャルアナログシンセガジェット。iMono/Polyと同じ。ガジェット名は、フランスの都市であるモンペリエから。
Montreal
エレクトリックピアノサンプルプレーヤーガジェット。KORG Moduleの「Electric Piano」と同じ。ガジェット名はカナダの都市であるモントリオールから。
Pompei
バーチャルアナログシンセガジェット。iPolysixのシンセ部と同じ。ガジェット名は、ガジェット名は、イタリアにある古代都市遺跡のポンペイから。
Salzburg
アコースティックピアノサンプルプレーヤーガジェット。KORG Moduleの「Acoustic Piano」と同じ。ガジェット名は、オーストリアの都市であり、モーツァルト生誕の地でもあるザルツブルクから。
Warsawa
ウェーブテーブルシンセガジェット。Electrive Waveのシンセ部と同じ。ガジェット名は、ポーランドの首都であるワルシャワから。

## ラインナップ
KORG Gadget 2 for iOS
iPadやiPhoneなど、iOSデバイス上で動作する。
KORG Gadget 2 for Mac
Mac OS上で動作する。最初から全てのガジェットを使用でき、後述の KORG Gadget 2 Plugins for Mac/PC も付属するパッケージ。
KORG Gadget 2 Plugins for Mac/PC
ガジェットのみを、MacまたはWindows上で動作する各種DAWのプラグインとして使用できるパッケージ。これにより初のWindows対応を果たす。
KORG Gadget Le
無料体験版。iOSおよびMac版が用意されている。使用できるガジェットが3種、トラック数は3つまでという制約があるが、KORG社製コントローラーを使用することにより拡張可能。

## Nintendo Switch版
『KORG Gadget for Nintendo Switch』は、2018年4月26日にNintendo Switch用ソフトとしてダウンロード販売された。
過去にコルグがニンテンドーDS向けに発売した『KORG DS-10』同様、Switch版の開発にはDETUNEがかかわっている。
Nintendo Switch版は、各ガジェットのつまみをJoy-Conで遠隔操作できることを大きな特徴としており、Joy-Conを画面に取り付けている状態では画面を傾けることによって操作する。
iOS版とは異なり、2018年5月の時点ではツマミやパラメーター類はタッチ操作に対応していないほか、エクスポート機能が存在しない。

## RTA in Japan 2020におけるNintendo Switch版『KORG Gadget』
本作は、ゲームのリアルタイムアタック (RTA) を行うイベント「RTA in Japan 2020」の種目の一つに選ばれた。
同競技は、ガジェットをランダム選択にし、ガジェットの一部とシーンの一部を固定したうえで、制限時間15分以内に曲を作るという内容で行われた。
同競技は参加者がRTAではないと明言したものの、Twitter上では「作曲RTA」と呼ばれることがあった。

## 評価

### Nintendo Switch版
リアルサウンドのヤマダユウス型はNintendo Switch版のインターフェースが見やすい点などについて触れ、「Nintendo Switchに1つあれば、いつでも音楽的なことが楽しめるソフト」と評価した。